# Studebaker Sky Hawk
La Sky Hawk era un coupé due porte sprovvista di montanti centrali del tetto prodotta dalla Studebaker-Packard Corporation nel solo anno 1956.
La vettura, dal punto di vista tecnico, faceva parte della serie della Studebaker President.
Tra i quattro modelli che nel 1956 componevano la gamma Hawk la Sky Hawk si posizionava tra la lussuosa Golden Hawk e la Power Hawk. differiva dalla versione più costosa per la mancanza delle code nella parte posteriore e di molti particolari cromati. Inoltre gli interni erano meno lussuosi. La Sky Hawk montava il motore della President cioè il 4,7 L (287in3) V8 che forniva 210 hp (157 kW) anche se su richiesta era disponibile il motore da 225 hp (168 kW).
Il prezzo base della vettura era di 2.477 dollari USA. Ne furono prodotte 3.050 e, alla fine del 1956, la sua produzione venne interrotta.